# Староафанасьевка
Староафанасьевка (баш. ) — упразднённый в 2005 году посёлок Куштиряковского сельсовета Бакалинского района Республики Башкортостан.

## История
На 1 января 1969 года входила в Петровский сельсовет.
Закон Республики Башкортостан «О внесении изменений в административно-территориальное устройство Республики Башкортостан в связи с образованием, объединением, упразднением и изменением статуса населенных пунктов, переносом административных центров» от 20 июля 2005 года N 211-з, ст.1 гласил:

4. Упразднить следующие населенные пункты:
6) в Бакалинском районе:

г) поселок Староафанасьевка Куштиряковского сельсовета

## География
Находился возле реки Ик, вблизи границы с Республикой Татарстан. 

### Географическое положение
Расстояние до:
- районного центра (Бакалы): 41 км,
- центра сельсовета (Новоурсаево): 9 км,
- ближайшей ж/д станции (Туймазы): 84 км.

## Население
На 1 января 1969 года проживали 49 человек; преимущественно русские.